# Agrotis securifera
Agrotis securifera är en fjärilsart som beskrevs av Turati 1924. Agrotis securifera ingår i släktet Agrotis och familjen nattflyn. Inga underarter finns listade i Catalogue of Life.